# Каракыр (петроглифы)
Петроглифы Каракыр — комплекс памятников ущелья Каракыр в горах Каракыр, в 175 км к северо-западу от г. Алматы, в 14 км от п. Карабастау Жамбылского района Алматинской области, в 7 км к северо-западу от устья ущелья Тамгалы, в 3 км от северных границ территории Историко-культурного и природного заповедника «Тамгалы».
Памятник репрезентативен как крупное местонахождение средневековых петроглифов с большим количеством выразительных сюжетов и образов — изображениями конных знаменосцев, крытых повозок, сцен охоты и батальных сюжетов, тамга нескольких видов. Известно также несколько эскизных, незавершенных изображений «солнцеголовых» персонажей, напоминающих видом петроглифы Тамгалы. Петроглифы бронзового века малочисленны, но среди них также имеются выразительные изображения. Преобладают петроглифы раннего железа, в том числе сцены воинской пляски, охоты и др. Позднейший период представлен несколькими изображениями казахских тамг (дулат). Имеются разновременные стоянки вблизи петроглифов, к северо-востоку от ущелья Каракыр, в урочище Тырнакты, находится крупный курганный могильник. В целом, комплекс петроглифов Каракыр имеет значение как объект показа, дополняющий представления о культуре населения Семиречья и эволюции наскального искусства, приобретаемые при знакомстве с комплексом Тамгалы.

## История
Месторасположение петроглифов Каракыр открыто в 1983 г. геологом В. Волобуевым, впервые обследовалось А. Е. Рогожинским в 1984 г. и в последующем изучалось А. Н. Марьяшевым и С. А. Потаповым. По подсчетам С. А. Потапова, здесь насчитывается около 6000 петроглифов, датирующихся эпохой бронзы, ранним железным веком, тюркским временем, XIX — началом XX в.

## Описание памятника
Ущелье Каракыр протяженностью более 2 км простирается в меридиональном направлении, на юге соединяется с долиной р. Ащису. В нижней своей части долина Каракыр имеет вид скалистого каньона с широкими обнаружениями песчаника на левом борту ущелья. В средней части долина расширена, левый борт расчленен серией коротких эрозионных долин. Именно здесь сконцентрирована наибольшая часть стоянок и петроглифов.
Петроглифы сосредоточены на патинированных скалах на левом склоне главного ущелья и небольшими группами — на скальных выступах примыкающих с востока коротких долин (саев). Выделяется более 10 скоплений петроглифов, насчитывающих от 15 до 50 изобразительных поверхностей. Наиболее крупные скопления петроглифов сосредоточены вблизи поселений. В средней, расширенной части долины выявлены остатки древнего поселения эпохи раннего железа, перекрываемые руинами стоянки XIX — начала XX вв. Еще два поселения расположены в верховье и в устье каньона, на поверхности поселения у скал VI группы петроглифов обнаружены обломки различных железных изделий и фарфоровой посуды 1930-х гг. Вблизи поселений в средней части долины располагается курганный могильник.
Наиболее выразительное скопление средневековых петроглифов находится на северо-западной периферии урочища, на выделяющейся на местности сопке, вершину которой образует крупное обнажение песчаника с крупными и ровными патинированными поверхностями. В непосредственной близости от панно с конными знаменосцами и другими средневековыми гравюрами здесь имеется крупное изображение тамгообразного знака, выбитое на слабо патинированной поверхности. Тамга представляет собой фигуру в виде из трех соединенных концами линий в форме «бакана». Техника выбивки знака сходна с другими средневековыми гравюрами данного скопления и также может относиться к этому периоду. Несколько других средневековых тамга находятся вокруг стоянок в центре ущелья. Изображения «солнцеголовых» находятся на гребне каньона в нижней его части, также здесь выбита на скале у поздней стоянки казахская тамга.

## Сохранность памятника
Комплекс памятников ущелья Каракыр находится под охраной государства, отдельные объекты включены в Государственный список памятников истории и культуры местного значения Алматинской области, 2010 г. (№ 565—571). Физическая охрана памятников на месте отсутствует, на территории находится фермерское крестьянское хозяйство. Состояние ландшафта и памятников удовлетворительное.